# Васимир Радулов
Васимир Иванов Радулов е български предприемач и политик. Председател на политическа партия Българска нова демокрация (БНД) от 2 април 2011 г., до 1 август 2014 г.
Васимир Радулов е експерт по застраховане, финанси, счетоводство, финансов одит и възобновяеми енергийни източници

## Биография
Роден е на 14 октомври 1981 г. в София. Средното си образование получава в Софийската математическа гимназия „Св. Паисий Хилендарски“ (СМГ).
През 2004 г. завършва „Застраховане и социално дело“ в Университета за национално и световно стопанство (УНСС), с професионална образователна степен бакалавър.
Магистърската степен по „Застраховане и социално дело“ с профил „Застраховане“ в УНСС, завършва в класа на проф. д-р Христо Драганов. Завършва и магистърска програма по „Публични финанси“ отново в УНСС. Магистър е по „Счетоводство и одит на публичния сектор“ в Стопанска академия „Димитър Ценов“ в Свищов. Има магистърска степен по „Реторика“ при Софийския университет „Св. Климент Охридски“. Магистър е по „Национална сигурност и отбрана“ във Военна академия „Георги Раковски“, гр. София.
Васимир Радулов е дипломиран финансов консултант при Институт на дипломираните финансови консултанти (ИДФК).
Има завършени множество майсторски класове сред които:
- „Финанси и банково дело“ при Българския форум за бизнес лидерите, гр. София;
- „Новости и процеси при управление на проблемните и лоши вземания“ при Висшето училище по застраховане и финанси (ВУЗФ), гр. София;
- „Вътрешен одит в банките“, при Международен банков институт, гр. София;
- „Политически PR" и „Кризисен PR“ при M3 Communications College.

Радулов има завършени международни обучения в сферата на финансите, финансовия одит,  счетоводството, застраховането и националната сигурност.  
През 2021г., Васимир Радулов заедно с единомишленици създават Сдружение с нестопанска цел - Балкански водороден клъстер. Първият активен водороден клъстер в България и на Балканския полуостров. Целта, най-общо, е популяризирането на Водорода, като алтернативен , високо ефективен , универсален енергиен източник.
През 2024г, натрупвайки реализирани проекти, семинари, обучения и конференции , както и  спазвайки всички насоки, и регламенти за стимулиране сдружаването на граждани в енергийни общности , Радулов и други близки експерти създават отново нещо уникално - първия в България, на Балканския полуостров и Югоизточна Европа - кооператив с насоченост към зеления водород - Кооперация Водороден Енергиен Кооператив ( КООП ВЕК )

### Политическа дейност
През късната есен на 2007 г. в XL народно събрание от ПП НДСВ се отделят 17 народни представители, които формират парламентарната група наречена „Българска нова демокрация“ (БНД). На 5 декември 2007 г., денят на формалното обявяване на новата парламентарна група, БНД е най-голямата парламентарна опозиция в XL НС. Сред водещите лица на БНД са известните бившите царски министри и депутати – Николай Свинаров, Пламен Панайотов, Лидия Шулева, Борислав Ралчев, Атанас Щерев, Владимир Дончев, Борислав Великов, Валентин Милтенов, Йордан Костадинов и др.
През декември 2007 г., по лична покана на депутатите от парламентарната група на „Българска нова демокрация“, Васимир Радулов се присъединява като експерт към политическата формацията. Експертизата му е в сферата на макроикономиката, финансите и данъчната и социална политика.
На 11 май 2008 г., парламентарната група на БНД вече се регистрира като политическа партия БНД на своя Учредителен конгрес и Васимир Радулов, освен експерт на партията, става и неин член. За председател на ПП БНД е избарн Николай Свинаров, със заместници – Лидия Шулева, Борислав Великов и Христо Христов.
На 2 април 2011 г. се провежда Вторият редовен конгрес на ПП БНД, на който председателят Николай Свинаров се оттегля от лидерския пост на партията и конгресът номинира и избира Васимир Радулов за председател на ПП БНД. За негови заместници са избрани – доц. Атанас Щерев, доц. Борислав Великов и Стефан Минков.
По време на председателството на ПП БНД от Васимир Радулов (2 април 2011 – 1 август 2014), партията участва на местните избори през 2011 г., като реализира 14 мандата общински съветници, сред тях в общините Варна, Хасково, Плевен, Стара Загора, Сливен, Монтана, Кюстендил, Видин , Лом, и др. В коалиция партията спомага избирането на кметовете в Бургас, Хасково, Кюстендил и Монтана.
На президентските избори 2011 г., БНД участва в коалицията Общност на демократичните сили (ОДС), и не издига самостоятелна кандидатура за президент и вицепрезидент на Република България. През 2013 г., на предсрочните парламентарни избори ПП БНД участва заедно с ПП Лидер и ПП НИЕ, но това партийно обединение не реализира мандати в XLII НС. ПП БНД не участва на проведените европейски избори през месец май 2014 г., и няма свои кандидати.
Васимир Радулов подава оставка на 1 август 2014 г. като председател на ПП БНД. Централният изпълнителен съвет и Съвета на регионите, върховните органи на ПП БНД насрочват Третия си конгрес за пролетта на 2015 г., на който официално да се приеме оставката на Васимир Радулов, както и прекратяване на членстовто му в партията.
От пролетта на 2014 г. Васимир Радулов е индивидуален член на Алианса на либералите и демократите за Европа (АЛДЕ), третата по големина партия в Европейския пакламент.
В началото на есента на 2014 г., преди парламентарните избори, „Движение за права и свободи“ отправя покана към Васимир Радулов, като индивидуален член на АЛДЕ,  за участие на изборите като част от гражданската квота на Движението. Поканата е изпратена на база на натрупаната експертиза, без да се изисква партийна принадлежност. Радулов приема тази покана и за периода от 2014 –  до есента на 2022 г. участва , като експерт,  в местните и национални избори в България в като част от гражданската квота. 
От есента на 2022г. , Васимир Радулов се оттегля и прекратява своята активна политическа дейност. 
Защитавайки принципите на либералната демокрация, пазарната икономика и борейки се с национализма, ксенофобията, крайно левия и десен популизъм, Васимир Радулов съсредоточава своя фокус в сферата на иновациите , ВЕИ технологиите с основен акцент развитие и популяризиране на Водородната икономика, партнирайки с национални и международни университети и научно-развойни центрове.

## Членства в професионални организации
Васимир Радулов членува в редица професионални и браншови сдружения и асоциации:
- Съосновател и член на Балкански водороден клъстер от 2021 г.;
- Съосновател на Кооперация “Водороден Енергиен Кооператив”;
- Председател на Българска асоциация на застрахованите и осигурените (БАЗО) от 2012 – 2020 г.;
- Член на Управителния съвет (УС) и Секретар при Асоциацията на застрахователните брокери в България (АЗББ) от 2011 до 2020 г.;
- Член на Турско-българската търговско–индустриална камара;
- Член на Съюза на слепите в България, дарител, почетен член;
- Член на Съюза на счетоводителите в България;
- Член на Българския институт за стандартизация (БИС), Технически комитет: Банково дело, ценни книжа и финансови услуги;
- Член на Фондация „Проф. д-р Велеслав Гаврийски“ [3];
- Член на Съюза на икономистите в България (СИБ);
- Експертен коментатор към в. „Застраховател“;
- Член на Съюза на българските журналисти (СБЖ);
- Член на International Organization of Journalists;
- Член на Института на дипломираните финансови консултанти (ИДФК) [4];
- Член на Асоциацията на застрахователните брокери в България (АЗББ);
- Член на Българската макроикономическа асоциация (БМА) [5];
- Сертифициран от Комисията за финансов надзор (КФН);
- Член на Международния институт на вътрешните одитори;
- Член на Института на вътрешните одитори в България (ИВОБ);
- Член на Съюза на българските командоси (СБК)